# Chiesa di Sant'Andrea (Parma, capoluogo)
La chiesa di Sant'Andrea è un luogo di culto cattolico sconsacrato dalle forme romaniche, situato in strada Giordano Cavestro, nei pressi del palazzo dell'Università, a Parma, nell'omonima provincia.

## Storia
La chiesa, a navata unica, è ricordata per la prima volta in un documento datato 21 luglio 1177: all'epoca era monastica, ma già nel XII secolo divenne parrocchia, con il titolo di prevostura.
Il vescovo Obizzo Fieschi affidò la chiesa a un collegio di quattro chierici e il 17 novembre 1220 papa Onorio III confermò il provvedimento.
Fu rettore della chiesa il beato Martino Casaloldi, poi vescovo di Mantova, che fece restaurare l'edificio.
Il vescovo Evasio Colli soppresse la parrocchia di Sant'Andrea il 27 maggio 1939.
Sconsacrata, la chiesa dal 1959 ospita esposizioni d'arte come Galleria Sant'Andrea.